# Vermicularia frisbeyae
Vermicularia frisbeyae is een slakkensoort uit de familie van de Turritellidae. De wetenschappelijke naam van de soort is voor het eerst geldig gepubliceerd in 1970 door James Hamilton McLean.